# 蒋文平
蒋文平（1932年—），男，上海嘉定人，中国心血管内科专家，曾任苏州医学院教授、博士生导师。